# コンフィデンス・インターワークス
株式会社コンフィデンス・インターワークス（Interworks Confidence Inc.）は、就職・転職情報の提供や求人ポータルサイトの運営、人材派遣、アウトソーシングなどを手掛けている日本の企業。

## 概要
2014年8月に株式会社コンフィデンスとして設立。ゲーム開発スタッフやウェブ製作スタッフの人材派遣や人材紹介、特化型の就職情報サイトの運営や企業での人材採用支援を行っている他、各種ゲームの各言語へのローカライズ、ゲーム業界の情報メディアである「GAMEMO」の運営などを手掛けている。
2023年8月1日付でインターワークスと経営統合を実施し、コンフィデンスを存続会社としてインターワークスを吸収合併して商号を株式会社コンフィデンス・インターワークス（Interworks Confidence Inc.）へ変更したと同時に、インターワークスが手掛けていた事業を引き継いだ。経営統合後に東京証券取引所プライム市場への市場変更も予定している。

## 沿革
- 2014年
  - 8月 - 株式会社コンフィデンスとして設立。
  - 11月 - 人材派遣・人材紹介のサービスを開始。
- 2016年12月 - ゲーム開発の子会社である株式会社スタジオホイッポを設立。
- 2018年
  - 5月 - 株式会社Dolphinを子会社化。
  - 10月15日 - 株式会社スタジオホイッポを吸収合併。
- 2020年6月 - 株式会社Dolphinを完全子会社化。
- 2021年6月28日 - 東京証券取引所マザーズへ上場。
- 2023年
  - 4月3日 - フリーランスマッチング専門を手掛ける新会社として株式会社コンフィデンス・プロを設立[5]。
  - 7月28日 - 東証マザーズ指数から除外した上で、東証株価指数に追加[6]。
  - 8月1日 - インターワークスを吸収合併した上で、商号を株式会社コンフィデンス・インターワークスへ変更。

## 子会社
- 株式会社Dolphin
- 株式会社コンフィデンス・プロ
- 株式会社プロタゴニスト